# Daedong-myeon, Hampyeong-gun
Daedong-myeon (koreanska: 대동면) är en socken i Sydkorea. Den ligger i kommunen Hampyeong-gun i provinsen Södra Jeolla, i den sydvästra delen av landet, 280 km söder om huvudstaden Seoul.